# 翼身融合

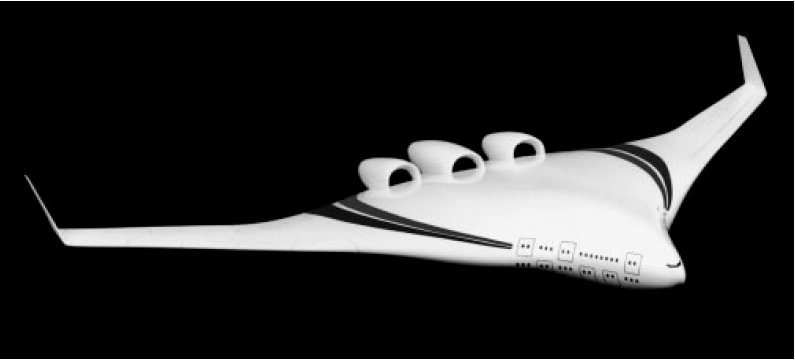
電腦產生的NASA飛翼融合模型

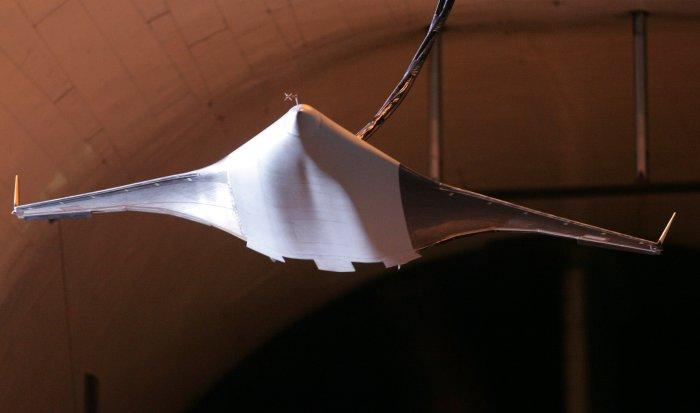
NASA的飛翼融合飛機原型

翼身融合（Blended Wing Body，縮寫BWB，亦稱翼身合一、翼胴融合、翼胴合一），是一種飛機設計概念。顧名思義，它將傳統的機身與機翼結構融合，變成類似飛行翼的外型。這可使飛機的升力以及燃油效率提升。

## 概觀
飛行翼設計的特色是：沒有機身，只有機翼結構。雖然這或許會使部分結構從機翼內突出。
而翼身融合吸收飛行翼的特色。使用翼身融合設計的飛機，有平坦且有翼剖面形狀的機身，能產生一部分的升力。它的機翼與其它部位，則是平滑的與機身接合。
早期的翼身融合設計例子是1929年的Junkers G.38。當時，它是一台超級巨大的飛機，能夠乘坐34位乘客。它有兩公尺厚的機翼，每一面機翼可以乘坐六人，其他人則在中央的機身。對比同時期用傳統機翼及箱型機身設計的福特 Trimotor，共能承載9位乘客。

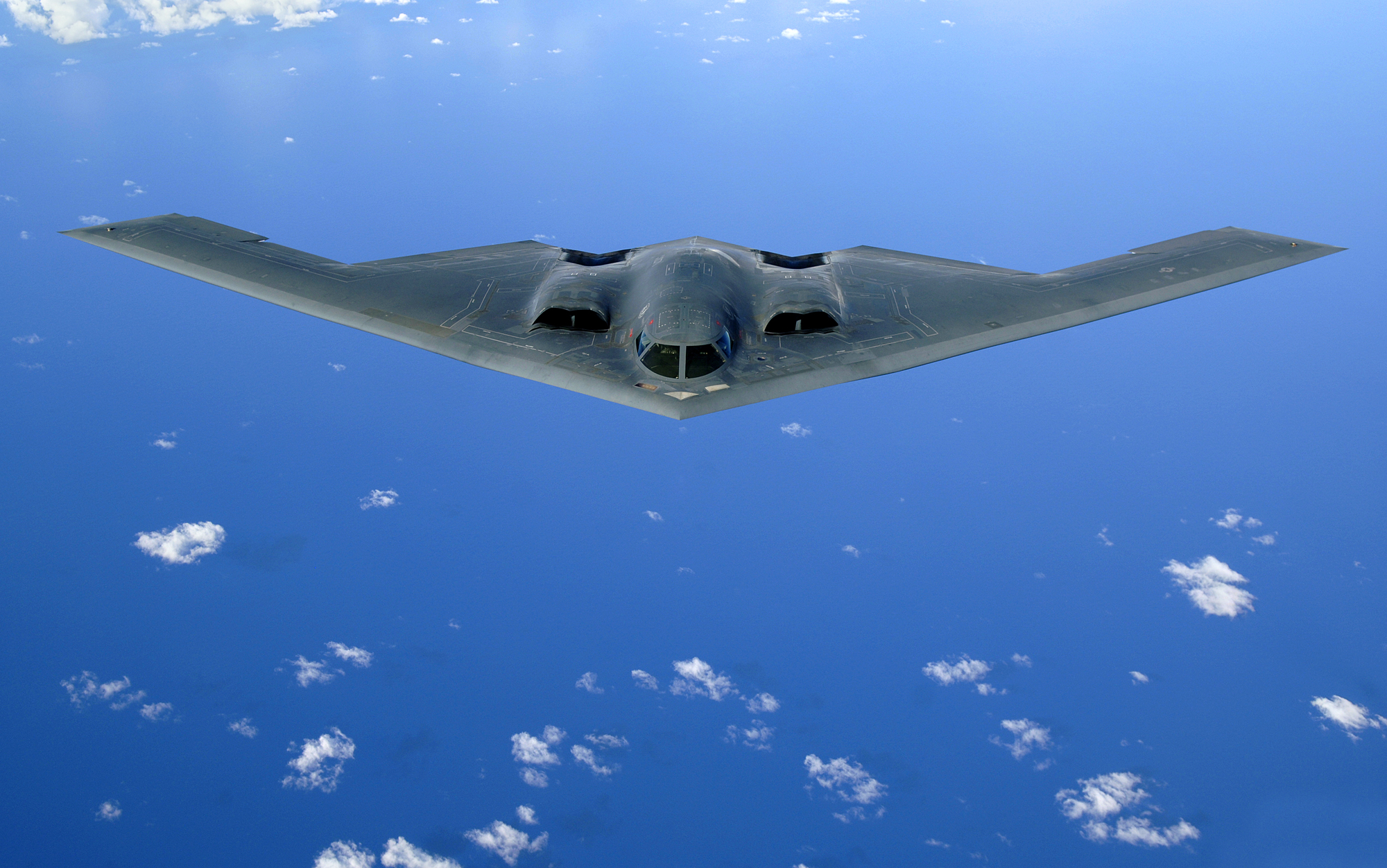
B-2轟炸機

B-2幽靈隱形戰略轟炸機的設計剛好包含了飛行翼與翼身融合的概念。
不過它常被分類到飛行翼，因為它突出的機身部分並沒有比在下面的機翼形狀結構大很多。

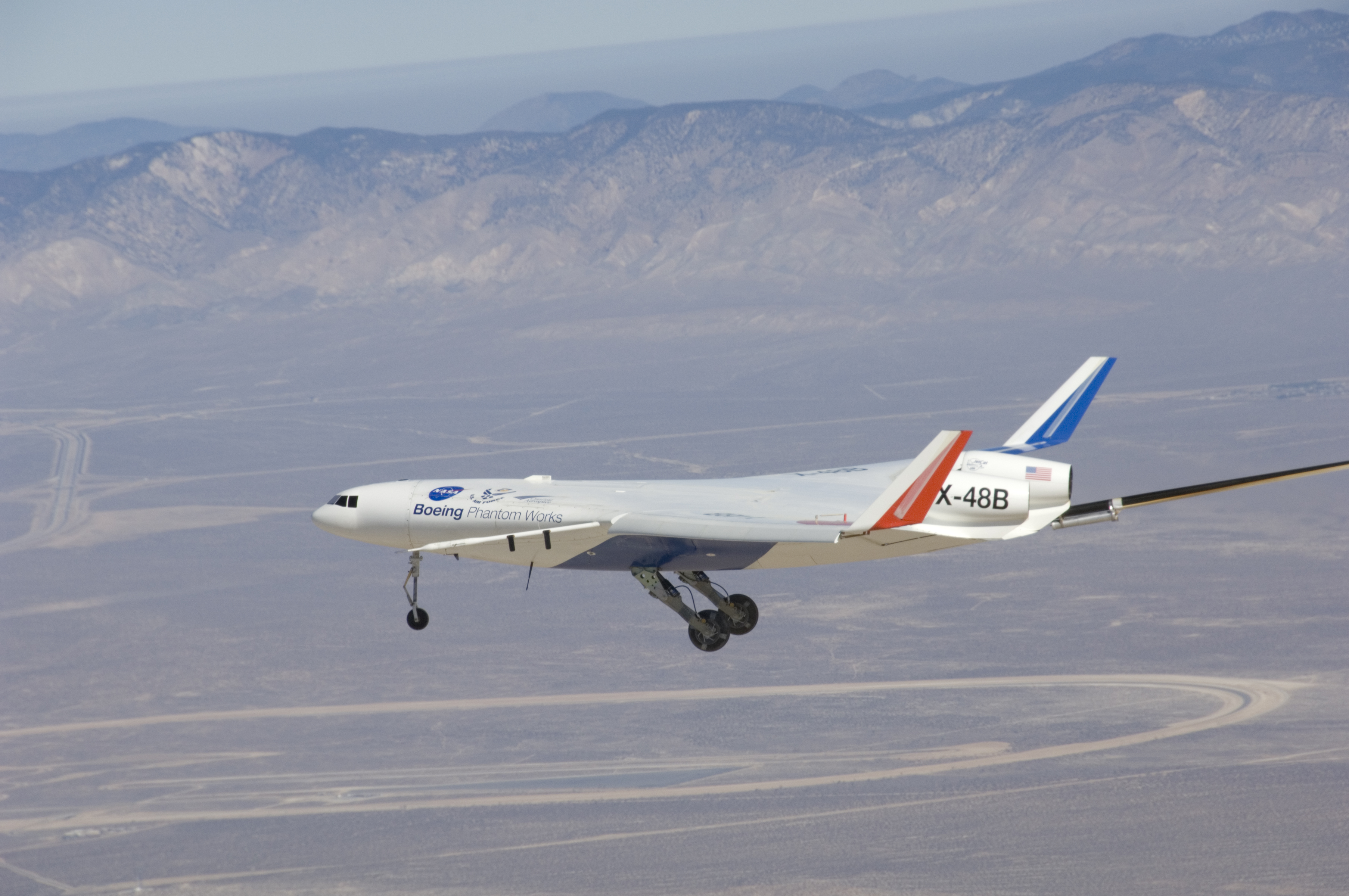
X-48B初次飛行

目前NASA和波音在合作研究翼身融合設計設計，代號X-48的飛機。
研究結果指出翼身融合的飛機如果拿來載客用，將能承載450到800名乘客，並能省下超過20%的油料。
NASA從2000年就開始發展一個翼展11公尺、能遠端操作的模型。
這項研究注重在建立關於升力、失速和尾旋等翼身融合設計的固有特性的基礎資料。

## 潛在優點
- 增加燃油效率
- 減少噪音衝擊
- 在戰略上的空中補給、空中運輸[3]和空中加油上，酬載有十分大的改善優勢
- 可以降低雷達散射截面，對軍用飛機來說很實用。
- 改進結構重量

## 潛在缺點
- 造成不穩定（目前的電子技術已經可以解決，駕駛使用線傳飛控命令電腦飛行方向角度，但實際上飛機是由電腦操控，可以穩定飛行）。
- 在配置上傾向把貨物與乘客放離飛機中心線更遠，增加在滾轉時垂直運動的困難，對客機來說轉彎舒適度是大問題。
- 乘客區可能將沒有窗戶，逃生也有疑慮。
- 在結構上，圓形截面（就像傳統的圓柱機身）比橢圓或是長方形的截面更適合承受壓力。這使得翼身融合客機的結構更難設計（因为客艙需要加壓）。[4]

## 大众文化

### 波音797流言
翼身融合商用飞机的概念照片出现在2003年11月号的《科技新时代》杂志上。从2006年起，网络上开始流传这张飞机照片，称这是研发中的波音797新世代客机，载客量达1000人，巡航速度0.88马赫，航程16000公里，并能直接与空中客车A380竞争。波音公司的人员回应称，这是一个恶作剧，这些照片有可能是用Photoshop等软件修改过的。尽管如此，仍有许多网站在传播这个流言。